# Südkoreanische Badmintonmeisterschaft 1985
Die Südkoreanische Badmintonmeisterschaft 1985 fand Ende Januar 1986 in Daejeon statt. Es war die 28. Austragung der nationalen Titelkämpfe  im Badminton Südkoreas.

## Medaillengewinner
| Disziplin    | Gold         | Silber        | Bronze          |
| ------------ | ------------ | ------------- | --------------- |
| Herreneinzel | Sung Han-kuk | Park Joo-bong | Kim Chang-kuk   |
| Herreneinzel | Sung Han-kuk | Park Joo-bong | Choi Byung-hak  |
| Dameneinzel  | Kim Yun-ja   | Yoo Sang-hee  | Hwang Hye-young |
| Dameneinzel  | Kim Yun-ja   | Yoo Sang-hee  | Chung Myung-hee |

## Finalergebnisse
| Disziplin    | Sieger                     | Finalist                    | Ergebnis          |
| ------------ | -------------------------- | --------------------------- | ----------------- |
| Herreneinzel | Sung Han-kuk               | Park Joo-bong               | 11-15, 15-4, 15-4 |
| Dameneinzel  | Kim Yun-ja                 | Yoo Sang-hee                | 11-9, 11-4        |
| Herrendoppel | Sung Han-kuk Park Joo-bong | Kim Joong-su Lee Deuk-choon | 15-3, 15-5        |
| Damendoppel  | Kim Yun-ja Yoo Sang-hee    | Hwang Sun-ai Kang Haeng-suk | 15-10, 15-6       |
| Mixed        | keine Daten                |                             |                   |